# もと子ちゃんのワンダーキッチン
『もと子ちゃんのワンダーキッチン』（もとこちゃんのワンダーキッチン）は、1993年に味の素が「味の素マヨネーズ」の懸賞当選品として配布したスーパーファミコン用コンピュータゲーム。味の素と任天堂の共同開発作品。

## 概要
1993年4月1日から9月30日にかけ、味の素がマヨネーズのリニューアルと新商品発売に合わせ実施した「味の素マヨネーズ 選んで!送って!プレゼント」の賞品として制作・配布された。味の素マヨネーズをはじめとした対象商品のバーコードを2枚または3枚1口としてはがきへ貼って応募するクローズド懸賞で、賞品と毎月の当選者数はAコースの本ソフトが2000名、Bコースのウサギ型パジャマが1000名だった。
ゲーム開始時と終了時にはサウンドロゴとともにAJINOMOTOのロゴタイプが表示される。一方ゲーム上に著作権表示やスタッフロール、任天堂の社名はなく、カセットラベルや箱・説明書にもそれらや問い合わせ先の記載はない。ゲームソフトとともに同梱された当選者へのあいさつ状には「原案：寺村輝夫」「原画：永井郁子」と明記され、「親子で楽しく遊べる絵本のような世界を創るため（中略）制作をお願いしました。」との説明、各々の略歴と『わかったさん』シリーズをはじめとした代表作の紹介がされている。

## ゲーム内容
「味の素マヨネーズを選んでくれたお礼」として、もと子により不思議なファンタジー世界に招かれたプレイヤーが、レシピの書かれたもと子のメモに従い食材を探し、味の素マヨネーズを使った3つの料理を作成するゲーム。キッチンやそこから繋がる異世界を探索しながら食材を集めるアドベンチャーゲームと、キッチンで画面の指示に従い集めた食材や調味料・調理器具を用い料理を完成させるシミュレーションゲームで構成される。食材探しは進行不能となる手詰まりやゲームオーバーはなく、料理パートでは失敗も発生しない。
いずれの場面とも画面に表示された絵やアイコンを白手袋型のポインタで選択・決定するポイント・アンド・クリックで進行する。食材探しの場面では、ゲーム進行に関係ない場所をクリックした場合も音やアニメーションなど、何かしらの演出やイベントが発生することがある。『ファミコン通信』の記事では「CD-ROM2で出ていた『マンホール』みたいな感じ」と紹介された。操作はゲームパッドのほかスーパーファミコンマウスにも対応する。
3つの料理を作成する順番は特に決められておらず、食材探しの開始はプレイヤーに委ねられる。すべての料理を作ると、もと子の別れのあいさつ、もとじろうのマヨネーズ料理紹介と別れのあいさつ、BGMに乗せた背景グラフィック集からなるエンディングとなり、最後はAJINOMOTOのロゴと「おしまい」の表示でゲームは終了する。

## キャラクター
もと子（もとこ）
アジノモ島に住む料理好きの少女。作るだけでなく食べることも好き。おでこの上部で結んだ大きな赤いリボン、茶色の縮毛をリボンの帯で持ち上げ左右にまとめたアップヘアが特徴。赤またはピンクのシャツ、裾の広がった水色のズボンに、白いエプロンを着用。リボンのチェック柄の有無、服や靴の色など、ゲーム上のグラフィックと印刷物掲載の原画とは設定の差異が見られる。
料理パートの後にはプレイヤーの作った料理を褒め、調理時の行動を肯定的に評価する。
もとじろう
腹まで長く伸びた白いひげと目を覆うほどの太い眉毛が特徴の老人。パイナップル柄のアロハシャツ、ショートパンツ、麦わら帽子、サンダルを着用。このほか青い飛行服や横縞の水泳服で登場する場面もある。
各料理の食材を集めた直後とエンディングに登場し、マヨネーズの由来や名称・原料に関する雑学、味の素マヨネーズと他社製品との試食アンケート結果、簡単な料理を紹介する。老人語で話しプレイヤーへの説明時には度々「よいか?」と呼びかける。
ぞう・ペンギン・さる
おもちゃの人形やぬいぐるみのような小さな動物たち。キッチンの冷蔵庫にある卵から出てくるピンク色のぞう、キッチンの窓辺にいる水色のペンギン、キッチンの床上でシンバルを叩く茶色いさるの3匹。プレイヤーは彼らの後を追いながら各料理の食材を探していく。
魔女
黒服ととんがり帽子の老婆。おばばと自称する。シンク下の扉から行くことのできる寝室で眠っており、ここでは前の場面に戻れる道具「ホウキ」が入手できるほか、リバーシゲームで彼女と対戦ができる。
バイキン
ドクターマリオのウイルス3匹。本作ではもとじろうによる「マヨネーズしつもんコーナー」にバイキンとして登場するが、酢によって殺菌され消滅する。

## 登場する料理

### もと子のメモの料理
プレイヤーがゲーム上でMEMO（メモ）を入手し食材を集めて作成する3つの料理。説明書には実際に作成するためのレシピが掲載されている。
パイナップルのサラダ
「ぞうのMEMO」より作成。葉を付けたまま縦半分に切り中身をくり抜いたパイナップルの器に、カットしたパイナップル・キウイフルーツ・赤りんご・青りんご・缶詰のみかんをマヨネーズで和えて入れたフルーツサラダ。
トマトカップのサラダグラタン
「ペンギンのMEMO」より作成。横に切り中身をくり抜いたトマトに、刻んだトマトの中身・茹でたキャベツの葉・炒めたしいたけ・缶詰のスイートコーン・スモークサーモンをマヨネーズで和えた具材を詰めて、上にマヨネーズを掛けオーブンで焼いたグラタン。
マヨオムレツ
「さるのMEMO」より作成。調味料・牛乳を加えた卵液に、先に火を通した玉ねぎ・ピーマン・トマト・茹でたじゃがいもを具材に乗せて焼いたスパニッシュオムレツ。仕上げとして上にマヨネーズをしぼる。
ゲームではマヨネーズのチューブを操作して完成したオムレツへかけることができる。

### もと子のマヨネーズソース
料理の完成後、もと子がプレイヤーへお礼として教える味の素マヨネーズのアレンジレシピ。
パセリソース
マヨネーズに刻んだパセリと牛乳を混ぜる。ステーキにおすすめ。
カレーソース
マヨネーズに冷ました焦がしバターとカレー粉を混ぜる。シーフードサラダにおすすめ。
アーモンドソース
マヨネーズにオーブンで焼いて砕いたアーモンドスライスと黒粒こしょうを混ぜる。魚料理におすすめ。

### もとじろうの料理
エンディングでもとじろうがプレイヤーへ教える簡単料理。
ウインナマヨドッグ
ホットドッグのパンにキャベツとウインナーソーセージをはさみ、上にマヨネーズをかけてトースターで焼く。
ふっくら玉子焼
玉子焼を作る際、卵液にマヨネーズを加えて混ぜてから焼く。

## 評価と分析
『ファミコン通信』ではタイアップを扱った特集記事において本作を採り上げ、「ゲームの出来はかなりよく、市販されないのが残念なくらい。」と評価した。同時にタイアップによる商業的効果として、非売品かつ独自開発のゲームソフトを賞品としマヨネーズの販売促進を狙った味の素の利点だけでなく、ソフトをスーパーファミコンマウス対応とすることで当選者へのマウス購入を促したと任天堂の利点についても分析・提示した。